# Джурджевич, Далибор
Далибор Джурджевич (серб. кир. Далибор Ђурђевић; род. 25 марта 1973, Крушевац) — сербский футбольный арбитр и помощник судьи ФИФА.
Во главе с Милорадом Мажичем, Далибор Джурджевич судил матчи в качестве помощника арбитра на чемпионате мира в России, Лиге чемпионов, включая финал 2018 года, Лигу Европы, финал Кубка конфедераций ФИФА 2017 года, Евро-2016 УЕФА во Франции, Суперкубок УЕФА 2016 года, чемпионат мира 2014 года в Бразилии, чемпионат мира по футболу (до 20 лет) в Турции, а также матчи в Сербии, Китае, Катаре и Саудовской Аравии. Участвовал в качестве помощника видео арбитра (VAR) в матчах организованных Федерацией футбола Саудовской Аравии и Ассоциацией футбола Египта.
Футбольная ассоциация Сербии 5 лет подряд избирала его в качестве лучшего помощника судьи. Он является обладателем множества престижных наград за профессиональное футбольное судейство как в стране, так и за рубежом.

## Карьера

### Начало карьеры
Джурджевич начал свою судейскую карьеру в 1994 году, получив лицензию Национального рефери через три года. На протяжении 10 лет он отработал во Второй лиге Сербии и Черногории и Первой лиге Сербии (обе — вторые по статусу), отсудив 126 матчей. Дебютировал в Сербской Суперлиге (тогда Первой лиге Сербии и Черногории) в 2004 году. В 2009 году стал помощником арбитра и был включён в список помощников арбитров ФИФА (позже он называл решение о переходе в ассистенты наиболее важным в карьере). С 2012 года работал помощником Милорада Мажича вместе с другим ассистентом из списка ФИФА Милованом Ристичем, высоко оценивая качества Мажича

### 2013—2014
Вся судейская бригада получила звание элитных судей УЕФА и была приглашена на чемпионат мира по футболу среди игроков не старше 20 лет, проходивший в Турции в 2013 году. Работала на двух матчах: Колумбия — Австралия и Нигерия — Уругвай.
В составе судейской бригады Милорада Мажича Джурджевич судил матч группового этапа сборных Германии и Португалии в Сальвадоре-да-Баии, в котором Пепе ударил Томаса Мюллера головой, а Германия выиграла со счетом 4:0.
Вторая игра между Аргентиной и Ираном (1:0) была их последней на этом чемпионате. В футбольном и судейском кругах было много разговоров об инциденте, который произошел на 58-й минуте матча.
Этот чемпионат мира стал первым и главным профессиональным уроком для команды.

### 2014—2016
Будучи частью судейской команды, отвечающей за ответный матч Лиги чемпионов УЕФА в марте 2015 года между Боруссией и Ювентусом, а также первый четвертьфинальный матч между Атлетико Мадрид и Реал. Они также судили ответный полуфинальный матч ФК Днепр — ССК Наполи в полуфинале Лиги Европы.
В июле 2015 года египетская сборная попросила Мажича и его помощников быть арбитрами самой большой лиги страны в Каирском дерби между Аль-Ахли и Замалеком .
Они были назначены судьями плей-офф матча Лиги Европы УЕФА между Манчестер Юнайтед и Ливерпулем на стадионе Олд Траффорд перед стадионом с 75-ю тысячами болельщиков.

### Евро-2016
Судейский комитет УЕФА назначил судейскую команду Сербии во главе с Мажичем для проведения матчей на Евро-2016 во Франции. Сербская рефери-команда была впервые назначена арбитрами группового этапа сборной Ирландии и Швеции на Стад де Франс в Париже 13 июня, который завершился 1-1.
Они судили матч 17 июня в группе D между Испанией и Турцией на Алианц Ривьере в Ницце, где Испания выиграла 3-0.
На следующем этапе Кубка сербская команда была назначена для проведения матча 16-го тура между Венгрией и Бельгией на муниципальном стадионе в Тулузе, который бельгийцы выиграли 4-0.

### Суперкубок УЕФА 2016
После УЕФА ЕВРО-2016 Комитет судей УЕФА назначил Мажича, Ристича и Джуржевича на должность арбитра Суперкубка УЕФА 2016 года между ФК Реал Мадридом и ФК Севильей на стадионе Леркендаль (Тронхейм, Норвегия), в котором Реал выиграл со счетом 3-2 после дополнительного времени.
Джурджевич назвал этот матч одним из самых сложных в своей карьере, когда всей команде пришлось принимать такие большие решения как гол на 90-й минуте. На тот момент видеопомощников судьи еще не было (VAR вошел в применение в УЕФА годом позже).

### Финал Кубка Конфедераций ФИФА 2017
Джурджевич в составе команды Мажича был помощником арбитра в финале Кубка Конфедераций ФИФА 2017 между Чили и Германией, сыгранном в Санкт-Петербурге 2 июля 2017 года. Это был их первый финал с помощью VAR технологии, что, несомненно, помогло в момент спора между Гонсало Хара и Тимо Вернера.

### Финал Лиги чемпионов 2018 года
26 мая 2018 года Мажич, Ристич и Джурджевич судили финал Лиги чемпионов УЕФА 2018 между Ливерпулем и Реалом в Киеве.
Джурджевич принял важное решение во время матча - двойной офсайд на 43-й минуте . Позже судья в отставке Эдуардо Итурральде Гонсалес в одном из своих интервью на испанском радио полностью поддержал сербского помощника арбитра.
Эта игра символизировала наибольший успех в карьере команды, о чём говорил Джурджевич в одном из своих интервью. Это был результат 25 лет напряженной работы. Работу судейской команды высоко оценил Пьерлуиджи Коллина, легенда футбольных судейских кругов и глава судейского комитета УЕФА на то момент.

### Чемпионат мира по футболу 2018 года
Мажич, Ристич и Джурджевич представили Сербию в качестве судейской команды на Чемпионате мира по футболу 2018 года в России.
Они были обслуживали матчи между Южной Кореей и Мексикой 1-2 (Ростов-на-Дону, 23 июня), Сенегалом и Колумбией 0-1 (Самара, 28 июня), а также четвертьфинал между Бразилией и Бельгией 1-2 (Казань, 6 июля).
Они были первыми в списки кандидатов на финальный матч, но так как Хорватия играла в финале, ФИФА пыталась избежать каких-либо противоречий и не допустила их к матчу. Многие хорватские болельщики и спортивные журналисты опубликовали в социальных сетях и в различных спортивных новостях, что они предпочли бы увидеть Мажича, Ристича и Джуревича в финале вместо команды Питаны.

Несмотря на то, что команда не попала на судейство финала Кубка мира ФИФА 2018 года, они были неофициально объявлены футбольными болельщиками и профессионалами одной из лучших судейских команд турнира.

### Последние матчи для судейской тройки (2018—2019)
Следующий большой матч произошел 16 октября 2018 года на Стад де Франс, когда Франция победила Германию 2-1 в Лиге Наций УЕФА.
Они также обслуживали плей-офф Лиги чемпионов где «Бенфика» играла против ПАОК (1:1).
На групповом этапе они были ответственны за ПСВ Эйндховен против Интер Милан (1: 2), Манчестер Юнайтед ФК против Ювентус (0: 1) и ФК Барселона против Тоттенхэм (1: 1) 11 декабря 2018 года, что было их последним матчем в этой лиге.
14 февраля 2019 года Мажич, Ристич и Джурджевич обслуживали матч Лиги Европы УЕФА, ФК Цюрих - «Наполи» (1: 3), который стал для них последним международным появлением в этом составе.
В начале 2019 года Мажич продолжал свою профессиональную карьеру в качестве рефери Китайской футбольной ассоциации (CFA), а Ристич и Джурджевич стали частью Профессиональной лиги Саудовской Аравии.

### VAR - Видеопомощник судьи
В начале внедрения видео технологии в футболе, Джурджевич стал FIFA помощником VAR, его первое появление состоялось во время Кубка конфедераций FIFA 2017 года в России. После того, как он закончил свою карьеру помощника судьи в 2020 году, он стал официальным видео арбитром FIFA (VMO).
Когда видео технология стала внедряться в сербской Суперлиге, он выступал в качестве VAR PRO судьи до 2022 года.
Джурджевич участвовал в качестве VAR в Лиге Европы УЕФА, Сербской Суперлиге, Саудовской Профессиональной Лиге и Кувейтской Премьер Лиге.

### VAR менеджер / Инструктор
Он был нанят Кипрской Футбольной Ассоциацией в 2021 году в качестве Инструктора FIFA VAR, а впоследствии занял должность менеджера VAR и ведущего VMO (Официального Видео Арбитра).
С 2023 года — менеджер VAR, инструктор, заместитель начальника судейской службы Российского футбольного союза.

### Сербское вечное дерби
Джурджевич участвовал в 25 "вечных дерби" (матч между «Црве́на зве́зда» и «Парти́зан») в течение своей 10-летней карьеры в качестве рефери сербской Суперлиги . Это матч, который занимает особое место в сердце любого сербского футбольного болельщика, игрока и официального лица, из-за давней конкуренции между двумя командами и сложности, которая сопровождает его.

### Судейское образование и гуманитарная деятельность
Джурджевич активно участвует в различных программах по наставничеству и развитию талантов в Сербии и за рубежом.
Он инициировал и возглавил кампанию, поддерживаемую Футбольной ассоциацией Сербии, по сбору средств и оказанию помощи сербской системе здравоохранения в борьбе с пандемией COVID-19 .